# Zack Khan
Zack "King" Khan (nacido el 1 de julio de 1980 en Kashmir, Pakistán) es un fisicoculturista profesional miembro de la IFBB. Su premio más importante ha sido el primer puesto en el IFBB UK British Championships en 2009. Actualmente reside en Sheffield, Reino Unido. Le patrocina la empresa Nutrex Research.

## Biografía
Sus inicios en el culturismo empezaron cuando él era un adolescente, le gustaban los cuerpos de Arnold Schwarzenegger y Sylvester Stallone y empezó a entrenar con pesas en su casa. Pasado un año, se inscribió en un gimnasio local y el propietario le convenció para participar en una competición, que al final ganó.

## DVD de entrenamiento
Zack Khan ha realizado un DVD de entrenamiento comercial llamado King Khan, en el que aparece junto a Neil Hill y John Madourie. En este vídeo aparece levantando 220 kg en press de banca inclinado a 4 repeticiones, 90 kg en curl de bíceps a 4 repeticiones y 180 kg en remo con barra T a 5 repeticiones, entre otros.

## Premios
- 2013 IFBB Dallas Europa Supershow - 7º
- 2009 IFBB UK British Championships - 1º
- 2008 IFBB UK British Championships - 4º
- 2007 IFBB UK British Championships - 2º
- 2006 IFBB UK British Championships - 26

- 2005 IFBB UK British Championships - 2º
- 2004 NABBA Mr. Universo - 6º
- 2002 IFBB UK British Championships - 3º
- 2001 IFBB UK British Championships - 2º
- 2000 IFBB UK British Championships - 4º
- 2000 Mansfield - 2º
- 1999 Mansfield - 2º
- 1998 Mansfield - 1º